# Ambra Vallo
Ambra Vallo est une danseuse italienne née à Naples.

## Biographie
Repérée par Rita Poelvoorde lors d'un stage à Venise, Ambra Vallo est invitée à étudier la danse classique à l'école de danse du Ballet royal de Flandre. À l'âge de 17 ans elle est invitée par le Teatro dell'Opera di Roma à l'inauguration de la saison de ballet.
Ancienne étoile de l'Opéra royal de Wallonie, du Ballet royal de Flandre, puis de l'English National Ballet qu'elle rejoint en 1993, elle est la Principal du Royal Ballet de Birmingham depuis 2001.
Dans sa première interprétation de Juliette a eu l'honneur d'être nommée première danseuse sur scène et de recevoir les félicitations personnelles de Lady Diana.
Aimé par le public britannique: Vallo a été appelé "diamant" dans le Times (Debra Crain) et "First Class Dancer" ("The Stage", Emma Manning). En 2009, elle a reçu au "Teatro San Carlo" de Naples, avec Fabio Cannavaro et les autres "excellence de Naples dans le monde" un prix des mains du Président Silvio Berlusconi.